# Cucuron
Cucuron è un comune francese di 1.879 abitanti situato nel dipartimento della Vaucluse della regione della Provenza-Alpi-Costa Azzurra.

## Geografia fisica
Il territorio del comune si trova a sud del Massiccio del Luberon e comprende la maggior parte del lato nord della Valle d'Aigues, digradante verso sud. Il punto più alto si trova a nord a 1.040 metri sul livello del mare, sulla cresta del Luberon.
Il villaggio è situato su una collina dominante costituita da ossido di cobalto e alta 375 metri, circondato da vigneti, coltivazioni di ortaggi e cereali, terreni incolti.
I tipici appezzamenti di terra "a fette" possono essere un retaggio delle villae di epoca gallo-romana (due di essi sono stati chiaramente identificati e scavati).
L'estremo sud del territorio fa parte della pianura alluvionale della Durance.
Diversi corsi d'acqua bagnano il comune, fra cui i torrenti Vabre e l'Ermitage (quest'ultimo attraversa il villaggio).

## Società

### Evoluzione demografica
Abitanti censiti

## Cultura

### Cinema

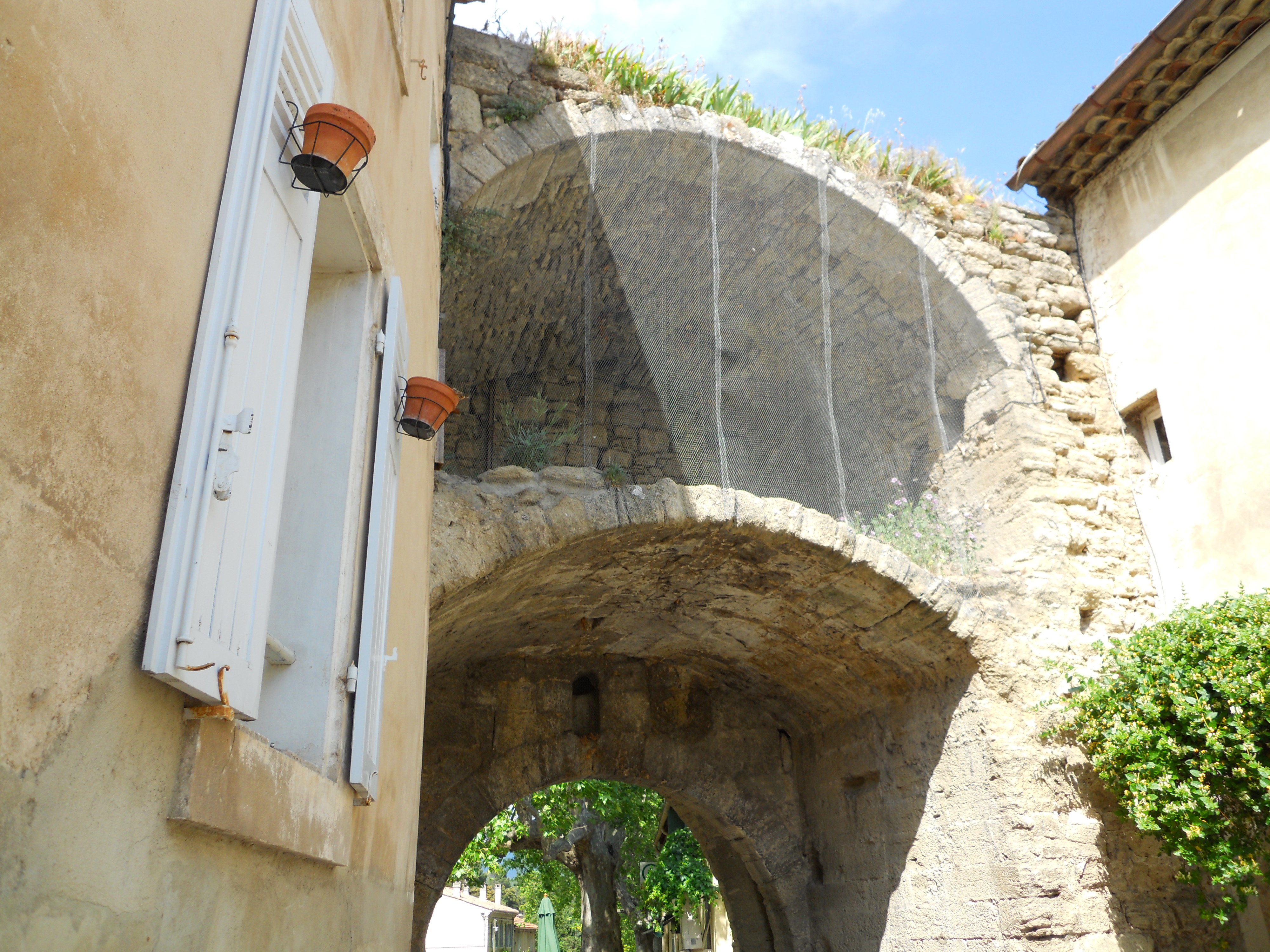
Arco di accesso di porta medievale

Nel paese sono state girate molte scene dei film:
- L'ussaro sul tetto del 1995, di Jean-Paul Rappeneau
- Un'ottima annata del 2006, di Ridley Scott